# Дмитрук, Андрей Венедиктович
Андрей Венедиктович Дмитрук (род. 1951) — математик, доктор физико-математических наук, профессор кафедры оптимального управления факультета ВМК МГУ, ведущий научный сотрудник ЦЭМИ РАН.

## Биография
Родился 19 февраля 1951 года в Саратове. Окончил с золотой медалью среднюю физико-математическую школу № 13 г. Саратова (1968), механико-математический факультет МГУ (1973). Обучался в аспирантуре механико-математического факультета по кафедре общих проблем управления (1973—1976).
Кандидат физико-математических наук (1978), тема диссертации «Квадратичные условия слабого минимума в задачах оптимального управления, линейных по управлению, и теория связанных с ними квадратичных форм» (научный руководитель А. А. Милютин). Доктор физико-математических наук (1994), тема диссертации «Квадратичные условия понтрягинского минимума для особых экстремалей в задачах оптимального управления».
После окончания аспирантуры работал в Гидрометцентре СССР, ВНИИ Экономических проблем развития науки и техники ГКНТ СССР, с работает в Центральном экономико-математическом институте РАН в должности старшего научного сотрудника (1991—1994), ведущего научного сотрудника (с 1994).
В Московском университете работает по совместительству на кафедре оптимального управления факультета ВМК (с 1994): доцент, профессор (с 2002).
Область научных интересов: нелинейный анализ, теория экстремальных задач, теория оптимального управления и математическая экономика.
Основные результаты, полученные Дмитруком: условия типа Якоби для задач оптимального управления с ограничениями неравенства; аппроксимационная теорема для нелинейной управляемой системы со скользящими режимами и концевыми равенствами; обобщение теоремы Люстерника о касательном подпространстве на метрические пространства; квадратичные необходимые и достаточные условия слабого и понтрягинского минимума для полностью и частично особых экстремалей; новое условие типа Лежандра для задач, линейных по управлению; квадратичные достаточные условия сильного минимума для анормальных субримановых геодезических; решение проблемы существования критерия технологической эффективности; теорема существования в задаче оптимального управления на бесконечном интервале времени, условия оптимальности первого и второго порядка для задач с промежуточными ограничениями.
Автор более 60 научных работ.